# Karnhaus
Als Karnhaus oder Karenhaus wird ein Anbau an einem Kirchengebäude bezeichnet, in dem sich die Gläubigen, die mit einer Kirchenbuße belegt waren, während des Gottesdienstes aufhalten mussten. Die Kirchenbuße war meist eine öffentliche Sühneleistung für schwere Sünden.
Insbesondere in der protestantischen Kirche war die Kirchenbuße als Zuchtmittel bei Vergehen gegen die Kirchenordnungen und Sittengebote gebräuchlich.
Der Begriff Karnhaus stammt vom Althochdeutschen char (Mittelhochdeutsch kar), der die Buße bezeichnet, vgl. Karner im Alpenraum.